# Барбизон
Барбизон (фр. Barbizon) је насељено место у северној Француској у Париском региону, у департману Сена и Марна, недалеко од шуме Фонтенбло (Fontainebleau).
Ту је 1830. године настала Барбизонска сликарска школа (Жан Батист Камиј Коро, Жан-Франсоа Мије, Шарл-Франсоа Добињи, Теодор Русо, Жил Дипре, Констан Троајон). Њени представници су напустили академски начин сликања пејзажа у атељеу и прешли на рад директно у природи.
По подацима из 2011. године у општини је живело 1357 становника, а густина насељености је износила 257,5 становника/km².

## Демографија
| 1962. | 1968. | 1975. | 1982. | 1990. | 2011. |
| ----- | ----- | ----- | ----- | ----- | ----- |
| 1.066 | 1.093 | 1.189 | 1.273 | 1.407 | 1.357 |